# Île de la Princesse-Thyra
L'île de la Princesse-Thyra (danois : Prinsesse Thyra Ø) est une île inhabitée de la mer de Wandel située en Terre du Roi-Frédéric-VIII au sein du parc national du Nord-Est du Groenland. Elle est nommée en l'honneur de la princesse Thyra de Danemark.

## Géographie
L'île de la Princesse-Thyra se trouve à l'est de l'île de la Princesse-Marguerite (en) et au nord-ouest de l'île de la Princesse-Dagmar (en), non loin de la côte de l'extrême Nord-Est du Groenland, dans une baie de la mer de Wandel, à la confluence du fjord de Danemark (en) et du détroit de l'Indépendance.
D'une superficie de 294,8 km2, l'île possède une côte de 85,7 km.
Jusqu'au 31 décembre 2008, l'île fait partie du comté d'Avannaa, anciennement appelé Groenland-Septentrional.
|  |  |